# Bündner Autoverbot

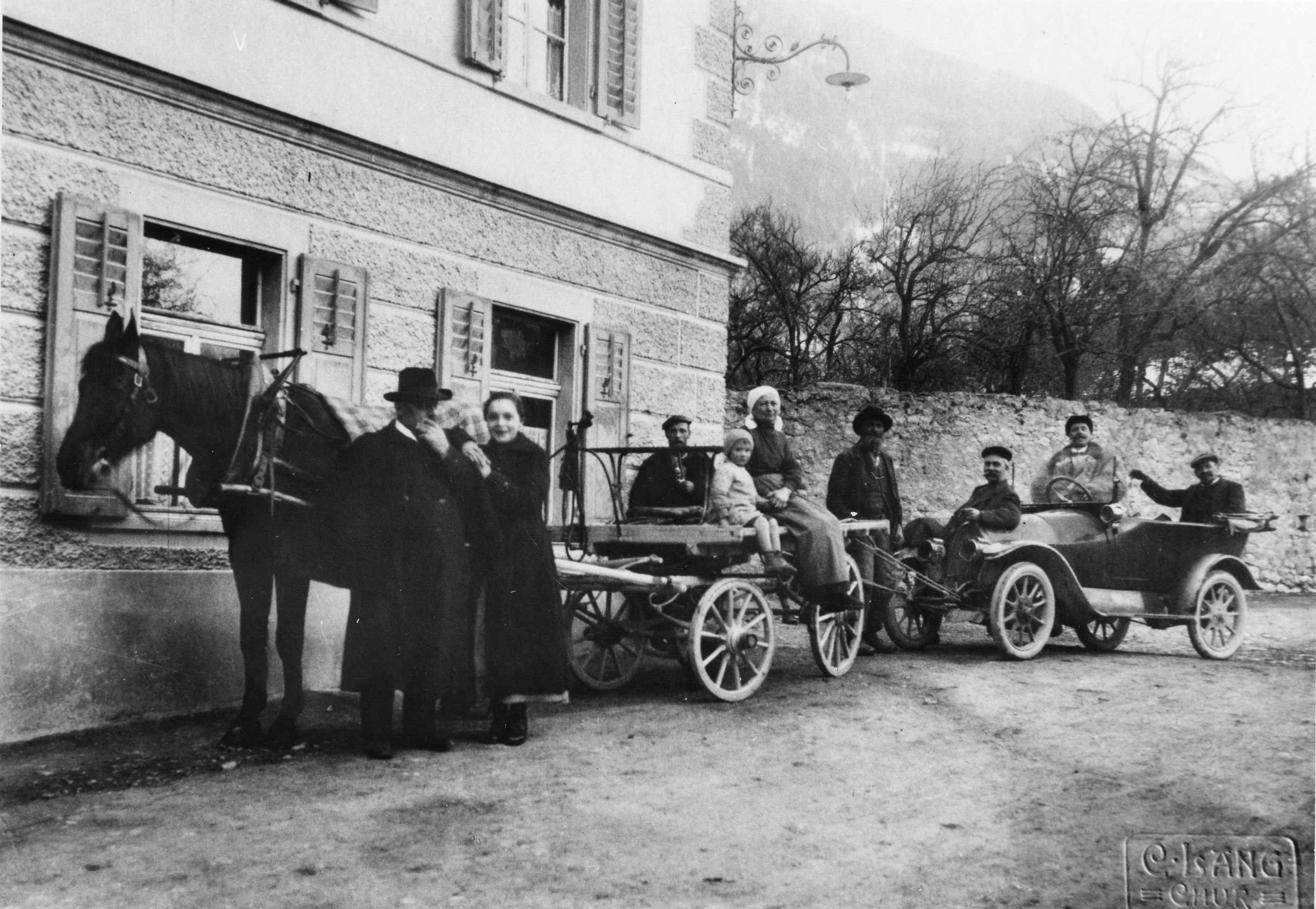
Auto wird in Malans (Kanton Graubünden) durch Fuhrwerk abgeschleppt, 1900–1911.

Das Bündner Autoverbot im Schweizer Kanton Graubünden bestand zwischen 1900 und 1925. Ähnliche Verbote existierten auch in anderen Kantonen, dauerten aber wesentlich weniger lange. Die Stimmberechtigten im Kanton Graubünden mussten insgesamt neun Mal über das Autoverbot abstimmen, eine weitere Abstimmung galt dem Verfassungsartikel über den Autoverkehr. Das Autoverbot fiel erst am 21. Juni 1925.

## Geschichte
Der gebirgige Kanton Graubünden ist mit 7185 km² flächenmässig der grösste Kanton der Schweiz. Er hatte schon um 1900 ein grosses Strassennetz, das aber nur von Pferdefuhrwerken und Postkutschen befahren wurde und nicht asphaltiert war. Die Pflege oblag in vielen Fällen den Gemeinden.
Der Grossrat Gaudenz Issler aus Davos besass im Jahr 1897 das erste Auto in Graubünden, gab es jedoch bereits nach kurzer Zeit wieder an den Verkäufer zurück, da er der Ansicht war, die Straßen in Graubünden seien nicht für Automobile geeignet. Das Aufkommen des Automobils wurde von einer Mehrheit der Bevölkerung mit Misstrauen und Angst kommentiert. Der Kleine Rat des Kantons Graubünden erliess am 24. August 1900 ein Verbot auf sämtlichen Strassen des Kantons, nachdem Fälle gemeldet wurden, in denen der Post- und Fahrverkehr durch Automobile gefährdet worden sei. Das Verbot war in der Bündner Gesellschaft umstritten und rief auch Kritik hervor. 1906 beschloss der Kleine Rat eine Öffnung gewisser Straßenabschnitte für den Automobilverkehr, diese wurde jedoch durch ein Referendum am 13. Oktober 1907 wieder aufgehoben.
Nachdem in den Folgejahren eine Reihe weiterer Abstimmungen zugunsten der Autogegner ausging, wurde 1919 erstmals eine Strecke in Graubünden für das Postauto freigegeben. Endgültig wurde das Autoverbot jedoch erst am 21. Juni 1925 aufgehoben.

## Liste der Abstimmungen
| Nr  | Titel                                                                                         | Jahr | Tag         | Ja     | Nein   | Ja/Nein | Anteil Ja-Stimmen |
| 143 | Automobilverordnung                                                                           | 1907 | 13. Oktober | 2074   | 11'184 | Nein    | 15.6              |
| 157 | Gesetz betr. Automobilverbot ('Zizerser Initiative')                                          | 1911 | 5. März     | 3453   | 11'977 | Nein    | 22.4              |
| 175 | Gesetz betr. Motorfahrzeuge                                                                   | 1920 | 21. März    | 6754   | 14'644 | Nein    | 31.6              |
| 185 | Gesetz betr. Motorfahrzeuge                                                                   | 1921 | 13. März    | 7569   | 12'987 | Nein    | 36.8              |
| 189 | Initiativvorschlag betr. Zulassung des Verkehrs mit Motorfahrzeugen für Ärzte, Tierärzte usw. | 1922 | 30. April   | 10'381 | 10'842 | Nein    | 48.9              |
| 194 | Gesetz betr. probeweiser Öffnung einiger Strassen für das Automobil in Graubünden.            | 1923 | 24. Juni    | 11'422 | 9104   | Ja      | 55.6              |
| 196 | Öffnung einiger Strassen im Oberland für das Automobil während der Zentenarfeier in Trun      | 1924 | 9. Juni     | 8001   | 6457   | Ja      | 55.3              |
| 197 | Gesetz über Verkehr mit Motorfahrzeugen                                                       | 1924 | 21. Juni    | 11'143 | 12'700 | Nein    | 46.7              |
| 199 | Gesetz betr. teilweiser Zulassung des Automobils                                              | 1925 | 21. Juni    | 11'318 | 10'271 | Ja      | 52.4              |
| 202 | Kantonales Strassengesetz                                                                     | 1927 | 20. Februar | 11'151 | 10'093 | Ja      | 52.5              |

| Nr. | Titel | Jahr | Tag     | Ja      | Nein    | Ja/Nein | Anteil Ja-Stimmen |
| 87  | Bundesbeschluss betreffend Aufnahme eines Art. 37bis in die Bundesverfassung (Automobil- und Fahrradverkehr) | 1921 | 22. Mai | 206'297 | 138'876 | Ja      | 59.8              |
| 104 | Bundesgesetz über den Automobil- und Fahrradverkehr                                                          | 1927 | 15. Mai | 343'387 | 230'287 | Nein    | 40.1              |

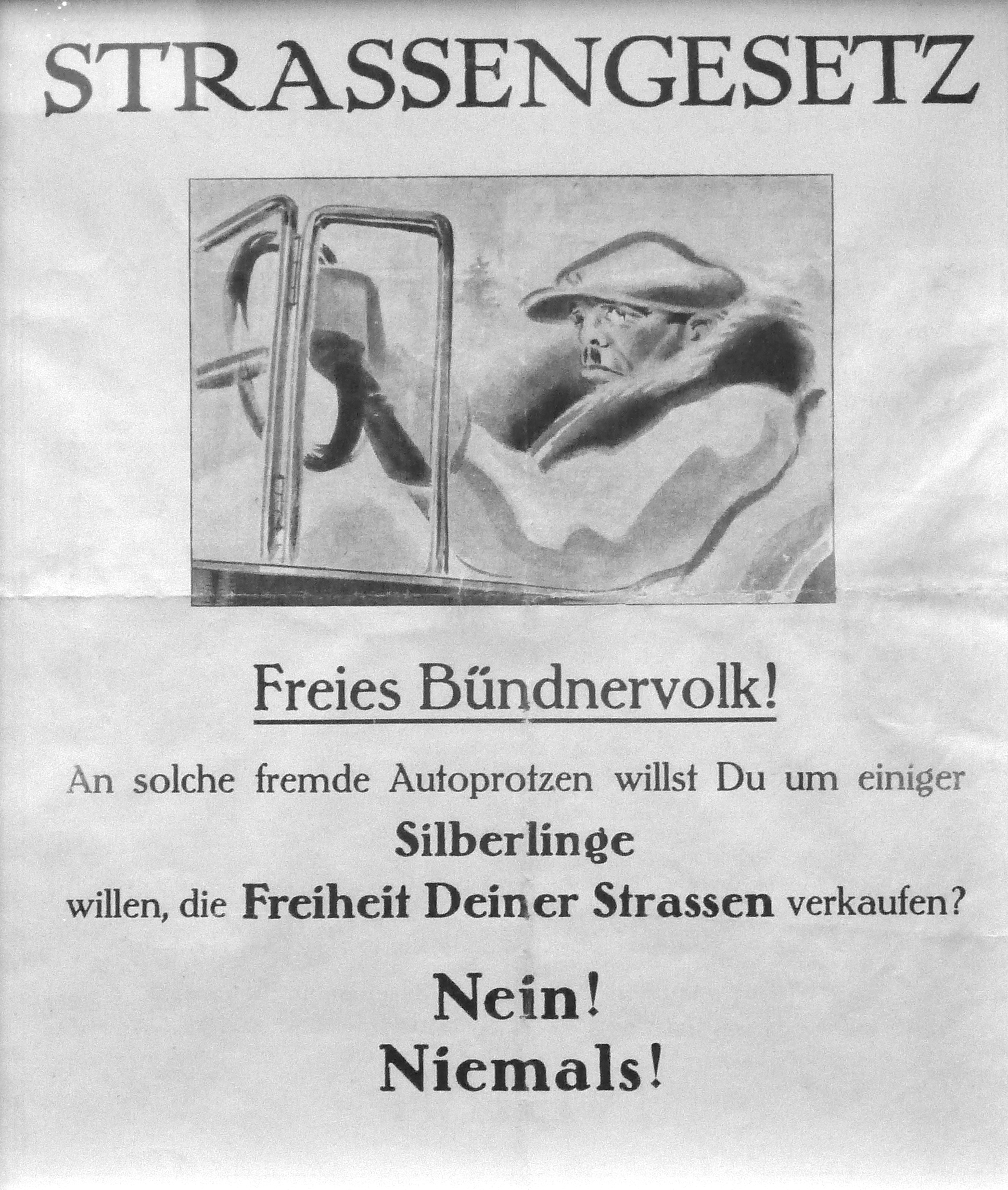
Abstimmungspropaganda aus dem Jahr 1927 zum eidgenössischen Strassengesetz

Der Bundesrat legte am 12. Dezember 1930 dem Parlament einen neuen Gesetzesentwurf vor. Das Parlament verabschiedete ihn am 15. März 1932. Der Bundesrat setzte das „Bundesgesetz über den Automobil- und Fahrradverkehr“ per 1. Dezember 1932 in Kraft. Das war der Anfang einer eidgenössischen Strassenverkehrsgesetzgebung.

## Entwicklung des Motorfahrzeug-Bestands 1925–1930 im Kanton Graubünden
Nach dem Ende des Autoverbots am 21. Juni 1925 entwickelte sich der Bestand von Motorfahrzeugen im Kanton Graubünden fast explosionsartig und verzehnfachte sich innerhalb von sechs Jahren von 260 auf 2262 Fahrzeuge.
| Jahr | PKW  | LKW | Motorräder | Total |
| ---- | ---- | --- | ---------- | ----- |
| 1925 | 136  | 7   | 117        | 260   |
| 1926 | 283  | 31  | 300        | 614   |
| 1927 | 412  | 35  | 482        | 929   |
| 1928 | 612  | 43  | 706        | 1361  |
| 1929 | 814  | 58  | 903        | 1775  |
| 1930 | 1051 | 75  | 1136       | 2262  |